# Касик червоногузий
Касик червоногузий (Cacicus haemorrhous) — вид горобцеподібних птахів родини трупіалових (Icteridae). Мешкає в Південній Америці.

## Опис

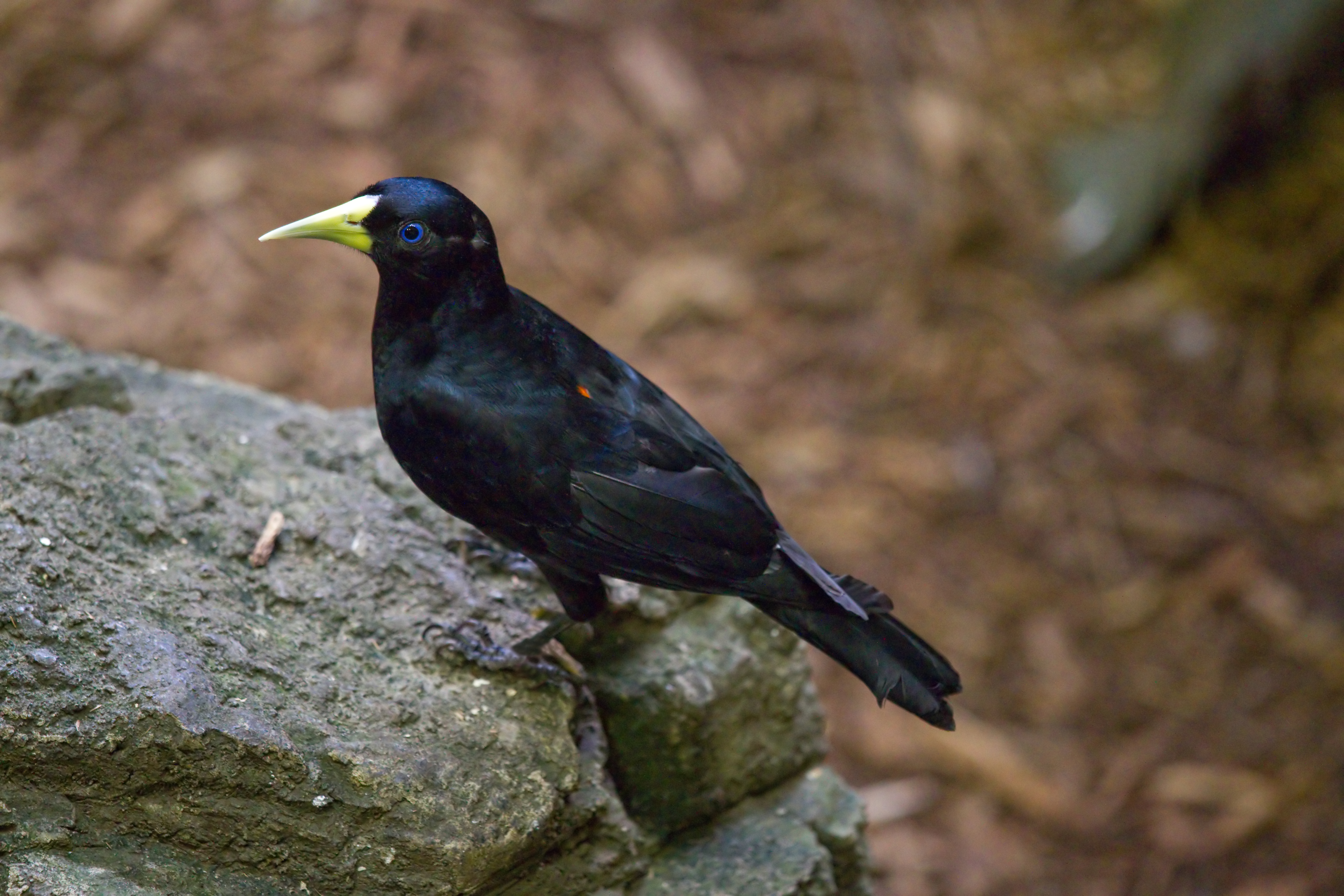
Червоногузий касик

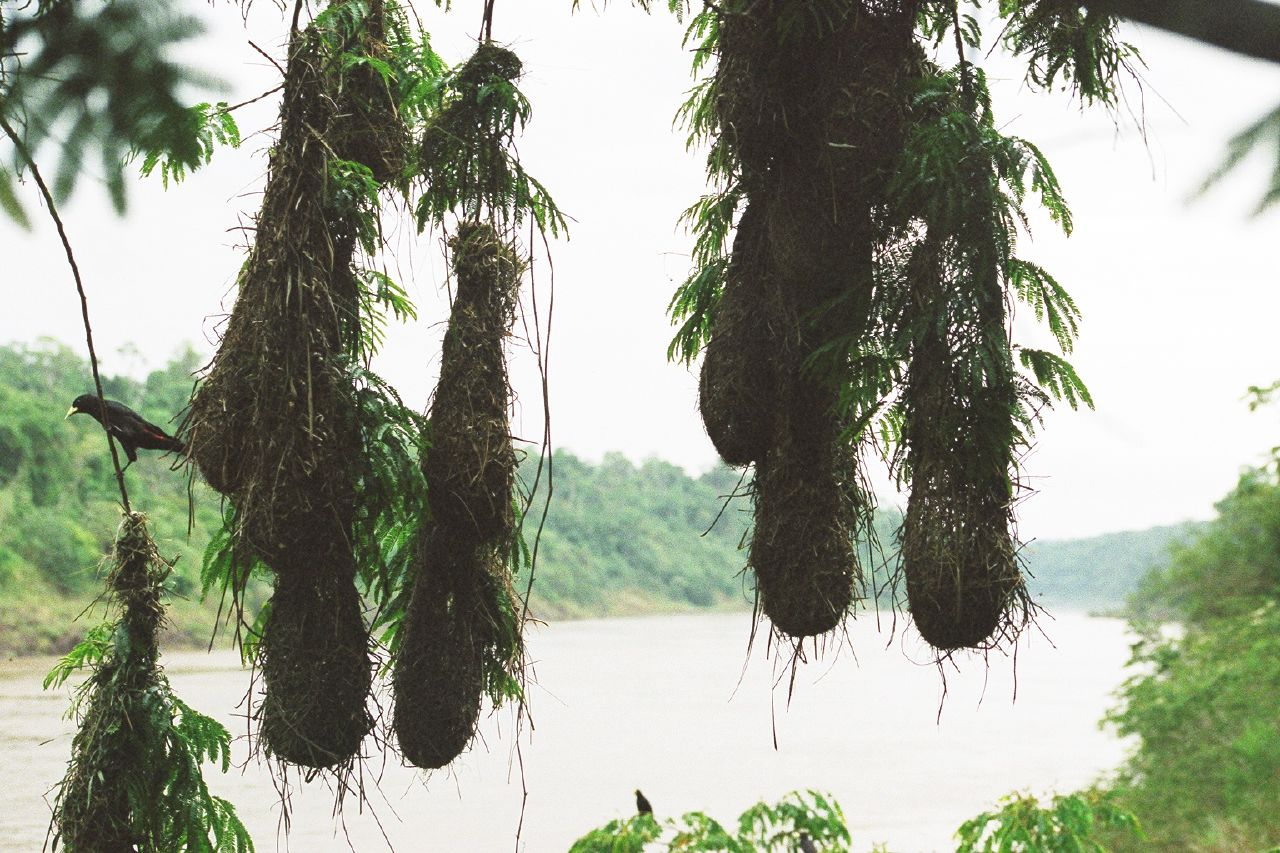
Колонія червоногузих касиків

Довжина птаха становить 27-30 см. Забарвлення переважно чорне, блискуче, на надхвістя червона пляма, малопомітна, коли птах сидить. Дзьоб довгий, прямий, загострений, жовтий.

## Таксономія
В 1760 році французький зоолог Матюрен Жак Бріссон включив опис червоногузого касика до своєї книги «Ornithologie», описавши птаха за зразком із Каєнни (Французька Гвіана). Він використав французьку назву Le cassique rouge та латинську назву Cassicus ruber. Однак, хоч Бріссон і навів латинську назву, вона не була науковою, тобто не відповідає біномінальній номенклатурі і не визнана Міжнародною комісією із зоологічної номенклатури. Коли в 1766 році шведський натураліст Карл Лінней випустив дванадцяте видання своєї «Systema Naturae», він доповнив книгу описом 240 видів, раніше описаних Бріссоном. Одним з цих видів був червоногузий касик, для якого Лінней придумав біномінальну назву Oriolus haemorrhous. Згодом червоногузого касика перевели до роду Касик (Cacicus), введеного французьким натуралістом Бернаром Жерменом де Ласепедом у 1799 році. Червоногузий касик є типовим видом цього роду.

## Підвиди
Виділяють три підвиди:
- C. h. haemorrhous (Linnaeus, 1766) — схід Колумбії і Еквадору, південь Венесуели, Гвіана і північна Бразилія;
- C. h. pachyrhynchus Berlepsch, 1889 — Бразильська Амазонія, схід Перу і північ Болівії;
- C. h. affinis Swainson, 1834 — схід Бразилії, схід Парагваю і північний схід Аргентини.

## Поширення і екологія
Червоногузі касики мешкають в Колумбії, Еквадорі, Перу, Болівії, Бразилії, Венесуелі, Гаяні, Суринамі, Французькій Гвіані, Парагваї і Аргентині. Вони живуть у вологих рівнинних тропічних лісах та на болотах. Зустрічаються на висоті до 1000 м над рівнем моря. Гніздяться колоніями від 10 до 40 гнізд. Гнізда великі, мішечкоподібні, робляться з переплетених гілок і трави, підвішуються на дереві. Червоногузі касики є полігамними птахами. Будують гніздо, насиджують кладку і доглядають за пташенятами лише самиці.